# Kajícnice
Kajícnice (ve francouzském originále La Pénitente) je komická opera (opéra comique) o jednom dějství francouzské skladatelky Clémence de Grandval. Libreto k ní adaptovali z blíže neurčeného vaudevillu M.-A.-M. Désaugierse Henri Meilhac a William-Bertrand Busnach. Premiéra opery se konala 13. května 1868 v pařížském divadle Théâtre impérial de l'Opéra-Comique.

## Vznik, historie a charakteristika
Maria-Félicie-Clémence de Reiset, vikomtesa de Grandval (1828–1907), skladatelka a hostitelka jednoho z nejvýznamnějších hudebních salonů Paříže, začala svou kompoziční dráhu písněmi, ale od konce 50. let 19. století se pokoušela zejména o hudebně-dramatická díla. První z nich byla opereta pro Théâtre des Bouffes-Parisiens Lízin krejcar (1859), následovali Rózini snoubenci pro Théâtre-Lyrique (1863) a Hraběnka Eva pro Baden-Baden (1864) a poté koncipovala nové dílo pro divadlo Théâtre impérial de l'Opéra-Comique, druhou nejvýznamnější pařížskou operní scénu.

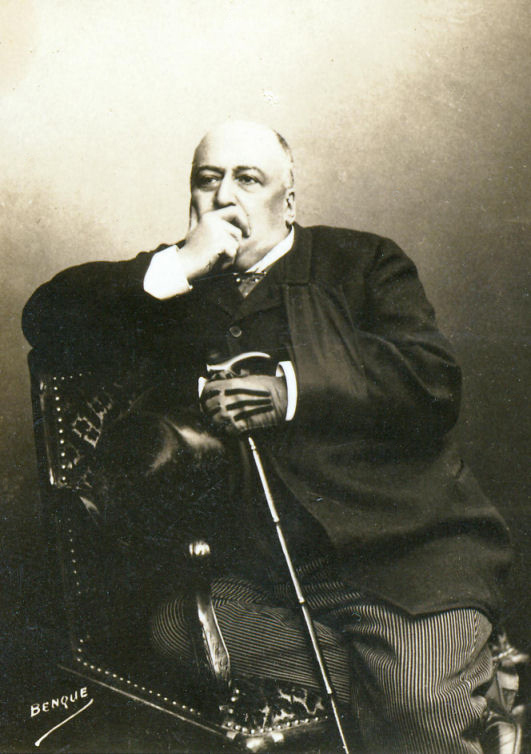
Jeden z libretistů Kajícnice William Bertrand Busnach, fotografie z 90. let 19. století

Libreto jí dodali Henri Meilhac (1830–1897) a William Busnach (1832–1907), známí dramatikové a libretisté, i když především pro divadla hrající rozvernější zábavu, než jaká byla běžná pro Opéra-Comique. (Výsledek tomu ostatně odpovídal a Gustave Bertrand v hudebním magazínu Le Ménéstrel mínil, že libreto Kajícnice „by po právu patřilo J. Offenbachovi“.) Geneze díla byla zřejmě složitá: bylo už od roku 1866 oznamováno pod různými názvy: Manželé bez manželství (Les Mariés sans mariage), Drozdí paštika (Le Pâté de grives ), Zapateyo (Le Zapateyo), než se název ustálil na Kajícnice. V roce 1866 byla tato opera ohlašována jako již připravená k uvedení a inzerováno bylo i obsazení zahrnující čtyři dámské a tři pánské role – vzhledem k tomu, že ve výsledné podobě má Kajícnice pouze tři zpívané role, prošla zřejmě drastickou redukcí.
Výsledná Kajícnice jako celý divadelní kus i co do rozsahu partitury je dílo poměrně drobné. Recenze byly proto zdrženlivé a vesměs celkově příznivé, ale ne nadšené. Kritik Revue et gazette musicale de Paris Paul Bernard proto hovoří o „partiturce“, a to ale „protože hudba je málo rozvinutá – což alespoň dokládá schopnost umět se udržet ve svých mezích“. Děj považuje za jen načrtnutý: „Tento dějový podklad zrovna neoplývá situacemi, které by rozohnily muzikanta. Předehra, krátká jako samotná hra, se ohlašuje dost dobře. První nábožná věta a závěrečné bolero se zdají věštit úspěch; ale zbytek partitury pak nese neutrální odstín, který není ani dost komický, ani dost sentimentální, ani dost snivý, ani dost brilantní…“ Oceňoval nejvíce kuplet Perica, ale zmiňuje, že obecenstvo mělo rádo buffo tercet, který pro Bernarda příliš zaváněl „Bouffes-Parisiens“. „Celkově […] je dílo paní de Grandval nadmíru čestné. Obsahuje všechny její kvality, které znám, výraz, pěkné harmonie, snadné melodie, elegantní tvar, ale nezvěstuje nic víc, a zejména se bojím, že jsem zaznamenal nedostatek smyslu pro jeviště.“
Gustave Betrand v Le Ménéstrel se podivoval, že Grandvalová, která se nedávno prosadila vážnými církevními skladbami, zvolila takto fraškovitý námět. „Přinejmenším v něm paní de Grandval prokázala svou zručnost v napsání hudby tak odchylné od jejích ambicí. Máme to potěšení citovat pěkné trio, velmi melodické a zvučné, buffo píseň a jiný kousek, jehož až příliš předvídatelný rytmus bolera nebrání tomu, aby byl napsán vážně a se vznešenou inspirací, jako vše, co píše tato pravá hudební skladatelka.“ I Paul Ferry v časopise La Comédie vyjadřoval značné výhrady k libretu, avšak soudil, že paní de Grandval „má šťastný dar přecházet ze strohého do příjemného a z posvátného do světského. […] Její hudba nemá duchaplnost Voltaira a melodičnost Massého; ale má něco lepšího: duchaplnost a melodičnost běžného občana. Všichni pánové se cítí mezi svými s touto muzikou, jejíž noty jsou přišity jako cerepetle na dvorní uniformě.“
V Opéře-Comique dosáhla Kajícnice 13 představení, což nebylo možné označit za úspěch; hudební historici Albert Soubies a Charles Malherbe to označují jako „succès d'estime“. Operu přesto převzala i některá provinční divadla – zmiňují se například představení v Le Mans v červnu 1869. V té době však již Clémence de Grandval uváděla v Théâtre-Italien své dosud nejambicióznější dílo, tříaktovou operu v italštině Piccolino.

## Osoby a první obsazení
| osoba            | hlasový obor | premiéra (13. května 1868)                              |
| ---------------- | ------------ | ------------------------------------------------------- |
| Teresita, 18 let | soprán       | Marie Cico (vl. jm. Alexandrine-Louise-Hortense Trotté) |
| Eugenio, 20 let  | tenor        | Gustave Leroy                                           |
| Perico, 50 let   | baryton      | Pierre-Armand Potel                                     |
| Dva lékaři       | mluvené role | …                                                       |

## Děj opery

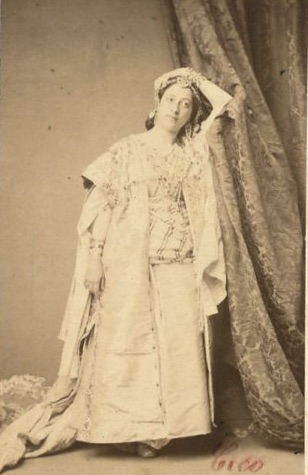
Pěvkyně Marie Cico, první Teresita v Kajícnici Mme de Grandval, fotografie Numy Blanca z 60. let 19. století.

(Gotický sál, Španělsko, rok 1770) Mladičká Teresita byla otcem provdána za pana Torribia, „největšího jedlíka celé Kastílie“; svatební hostina trvala 15 dnů a ženich vstal od stolu až tehdy, když ho postihly velké žaludeční potíže po konzumaci skřivánčí paštiky. Nyní leží zdá se v posledním tažení a jeho výhledovou vdovu příbuzenstvo pro jistotu zamklo do této místnosti. Správce Perico jí přináší noviny o zdravotním stavu manžela – prokletá paštika, nechce trávicím ústrojím projít a doktorské konzilium si neví rady (kuplet Les savants, les docteurs).
Pan Torribio má na smrtelné posteli strach ze svých hříchů, a protože na osobní pokání je už pozdě, má ho za něho vykonat jeho mladá vdova tím, že stráví zbytek života v klášteře. To Teresita přirozeně rozhodně odmítá. Její odpor příbuzní předvídali, a proto na pomoc poslali Torribiova mladého synovce Eugenia, klášterního novice a nadějného absolventa teologického semináře v Córdobě; ten jistě přivede Teresitu na zbožné myšlenky. Perico Eugenia Teresitě představuje a ujišťuje ji, že se nemá čeho obávat (tercet Est-ce lui, Perico? … Ne craignez rien). Teresitě se mladík ihned zalíbí, ale když ji Eugenio vyzývá k pokání za manžela i za sebe, nenachází Teresita nic, zač by se kála. Když Bůh stvořil mládí a lásku, nebylo by snad hříchem je naplno nevyužít? Eugenio je takovou bezbožnou morálkou zděšen a zmaten zároveň (duet Lorsque je regarde en moi-même… Malgré son air intraitable). Teresitě je jasné, že bude mít s mladíkiem lehkou práci. Eugenio se zaplétá čím dál více do teologických paradoxů a nakonec v zoufalství uprchne.
Teresina nařizuje Pericovi, aby mladíka přivedl zpět: vždyť jejich hovor o pokání byl na nejlepší cestě. Sama pak vzpomíná na své mládí (árie Ô heureux jours de ma jeunesse). Perico se vrací s Eugeniem, který je celý rozrušený ze svého prvního soukromého rozhovoru s hezkou ženou. Perico mu radí posilovat svou vůli – stejně jako on sám se stále dívá na láhev vína, aniž by podlehl pokušení se z ní napít. Eugenio se tedy obrní pevnou vůlí, ale neudrží ji dlouho. Teresita mu navrhuje, že jako první krok ke kajícnosti vymění své honosné šaty za jiné, prostší a cudnější, a to ihned, a rekrutuje Eugenia, aby jí s převlékáním pomohl (duet Voyons, sans tarder davantage… Pour un moraliste). Eugenio zcela podléhá jejím půvabům a chystá se s ní uprchnout. Kát se do klášterní cely chtějí poslat raději Perica – který mezitím vypil svou láhev do dna a není schopen se bránit (tercet Dans un cachot tout noir). Perico se zachrání útěkem, ale tím také nechává Teresitě a Eugeniovi volnou cestu.
Tu přicházejí dva lékaři a oznamují, že se panu Torribiovi ulehčilo, jeho život už není v nebezpečí, a že se shání po své ženě. Je rozhodnuto – manžel volá – útěk milenců již nelze ani o vteřinu odkládat (finále Voyez… quel bonheur est le nôtre… Mon époux me réclame).